# آکانکشا سینگ
آکانکشا سینگ (به انگلیسی: Aakanksha Singh) بازیگر هندی است که به‌طور عمده در فیلم و تولیدات تلویزیونی هندی-زبان و تلوگو-زبان کار می‌کند. او فعالیت حرفه ای خود را با تئاتر آغاز کرد و اولین بازی خود را با حضور در سریال تلویزیون تو حرفی نزدی من هم چیزی نگفتم (به هندی: Na Bole Tum Na Maine Kuch Kaha) (۲۰۱۲–۲۰۱۴)انجام داد. آکانکشا اولین بازیگری خود در فیلم را با ایفای نقش در عروس بدرینات (۲۰۱۷) شروع کرد.

## فیلم‌شناسی
| سال  | نام فیلم     | نقش         | زبان  | نکات | مرجع. |
| ---- | ------------ | ----------- | ----- | ---- | ----- |
| ۲۰۱۷ | عروس بدرینات | کیران کاکار | هندی  |      |       |
| ۲۰۱۸ | دیوداس       | جاناوی      |       |      |       |
| ۲۰۱۹ | پهلوان       | روکمینی     | کنادا |      |       |
| ۲۰۲۲ | باند ۳۴      | سمیرا خانا  | هندی  |      | [ ۱ ] |